# Сухотский, Дмитрий Владимирович
Дми́трий Влади́мирович Сухо́тский (16 мая 1981, Павловск) — российский боксёр-профессионал, выступающий во второй средней и полутяжёлой весовых категориях. Бывший претендент на титул чемпиона мира. В ходе карьеры завоёвывал титулы чемпиона России, чемпиона СНГ и славянских стран по версии WBC, чемпиона Европы по версии WBO, был международным чемпионом IBF, межконтинентальным чемпионом WBO, имеет пояс Европейской боксёрской ассоциации.

## Биография
Дмитрий Сухотский родился 16 мая 1981 года в Павловске, Алтайский край. Спортом увлёкся ещё с раннего детства, в школьные годы активно занимался футболом, баскетболом и лёгкой атлетикой, но в возрасте семнадцати лет, находясь под впечатлением от выступлений Майка Тайсона, сделал выбор в пользу бокса. «Я не просто так выбрал бокс. Мне нравится быть один на один с соперником, угадывать его действия, подбирать ключи к его обороне».

## Профессиональная карьера
Первый бой на профессиональном уровне провёл в декабре 2005 года против соотечественника Андрея Симонова, победил техническим нокаутом в первом же раунде. Год спустя завоевал в суперсреднем весе титул чемпиона СНГ и славянских стран по версии WBC, в следующих своих поединках дважды защитил его. Вплоть до декабря 2009 года выступал без поражений, выиграл ещё несколько менее значительных поясов, например, пояс TWBA, пояс Всемирной боксёрской лиги, пояс чемпиона Европы WBO — благодаря этим победам существенно поднялся в рейтинге и удостоился права выйти на бой за звание чемпиона мира WBO. В напряжённом матче, проходившем на территории Германии, отстоял против немца Юргена Бремера все двенадцать раундов, но в итоге проиграл спорным единогласным решением судей. «Я точно знал, что если не уроню его, то не выиграю. Психологически это сильно давило. Считаю, судейство тогда было очень необъективным — тот бой я не проиграл».
Несмотря на поражение, Сухотский продолжил выходить на титульные бои и драться с сильными соперниками. В 2010 году завоевал в полутяжёлом весе пояса международного чемпиона IBF, чемпиона EBA, межконтинентального чемпиона WBO — несколько раз защитил их в поединках с претендентами. В июле 2012 года в бою за вакантный титул IBF International единогласным решением судей проиграл американцу Корнелиусу Уайту, матч проходил в Лас-Вегасе, опять же на территории соперника. В настоящее время Дмитрий Сухотский проживает в Барнауле, где тренируется под руководством тренера Валерия Беспалова.

### Титульный бой сАдонисом Стивенсоном
19 декабря 2014 года в Квебеке состоялся титульный бой Дмитрия Сухотского за чемпионский пояс в полутяжелом весе по версии WBC. Противостоял ему канадец Адонис Стивенсон (24-1), который уверенно удерживает этот титул вот уже два с половиной года.
На протяжении боя Адонис владел преимуществом. Во втором раунде Сухотский оказался на канвасе ринга скорее из-за толчка, но рефери открыл счёт. В пятом раунде Стивенсон дважды отправил в нокдаун россиянина, а затем левым боковым в челюсть отправил в тяжёлый нокаут.

## Статистика профессиональных боёв
В таблице перечислены результаты всех поединков боксёров.
В каждой строке указан результат поединка. Дополнительно номер поединка обозначен цветом, который обозначает итог поединка. Расшифровка обозначений и цветов представлена в нижеследующей таблице.
| Пример | Расшифровка                     |
| ------ | ------------------------------- |
|        | Победа                          |
|        | Ничья                           |
|        | Поражение                       |
|        | Планируемый поединок            |
|        | Поединок признан несостоявшимся |
| КО     | Нокаут                          |
| ТКО    | Технический нокаут              |
| PTS    | Решение судей (по очкам)        |
| UD     | Единогласное решение судей      |
| MD     | Решение большинства судей       |
| SD     | Раздельное решение судей        |
| RTD    | Отказ от продолжения боя        |
| DQ     | Дисквалификация                 |
| NC     | Поединок признан несостоявшимся |

| 31 | 12 октября 2019  | Али Измайлов (1-0)             | Арена Рига, Рига, Латвия                               | UD6 (6)   |                                                                  |
| 30 | 10 ноября 2018   | Павел Стемпень (11-0)          | Arena Gliwice, Гливице, Польша                         | TKO9 (10) | Бой за титул чемпиона Польши International.                      |
| 29 | 30 сентября 2017 | Улугбек Хакбердиев (3-0)       | Дворец спорта «Квант», Троицк (Москва), Россия         | TKO6 (8)  |                                                                  |
| 28 | 3 декабря 2016   | Стив Геффард (15-2)            | ShenZhen Bao'an District Sports Center, Шэньчжэнь, КНР | RTD7 (12) | Бой за вакантный титул WBO Asia Pacific.                         |
| 27 | 27 ноября 2015   | Апти Устарханов (11-1-2)       | Дворец спорта и зрелищ, Барнаул, Россия                | SD12 (12) | Бой за вакантный титул WBC (CIS BB). 111—116, 116—111, 114—113.  |
| 26 | 23 августа 2015  | Дилмурод Сатыбалдиев (8-1-0)   | Мрия Резорт, Ялта, Крым                                | SD12 (12) | Бой за чемпионский титул WBA Continental во втором среднем весе. |
| 25 | 19 декабря 2014  | Адонис Стивенсон (24-1-0)      | Колизей Пепси, Квебек, Канада                          | KO5 (12)  | Бой за титул чемпиона мира по версии WBC в полутяжёлом весе.     |
| 24 | 4 июня 2014      | Джоуи Вегас (16-7-1)           | Дворец спорта и зрелищ, Барнаул, Россия                | UD12 (12) |                                                                  |
| 23 | 23 ноября 2013   | Эдуард Гуткнехт (25-2-0)       | Stechert Arena, Бамберг, Германия                      | TKO5 (12) |                                                                  |
| 22 | 4 июня 2013      | Михаил Криницин (11-3-2)       | Дворец спорта и зрелищ, Барнаул, Россия                | KO3 (10)  |                                                                  |
| 21 | 8 декабря 2012   | Владимир Боровский (21-51-2)   | Спорт-Сервис, Подольск, Россия                         | TKO1 (6)  |                                                                  |
| 20 | 14 июля 2012     | Корнелиус Уайт (19-1-0)        | Pearl Theater, Лас-Вегас, США                          | UD12 (12) | Бой за вакантный титул IBF International.                        |
| 19 | 8 октября 2011   | Наджиб Мохаммеди (24-2-0)      | Typhoon Club, Санкт-Петербург, Россия                  | TKO2 (12) | Вторая защита WBO Inter-Continental.                             |
| 18 | 11 марта 2011    | Константин Питернов (12-0-0)   | Arena, Кемерово, Россия                                | TKO5 (12) | Первая защита WBO Inter-Continental.                             |
| 17 | 29 октября 2010  | Алексий Куземский (19-1-0)     | Юбилейный, Санкт-Петербург, Россия                     | TKO6 (12) | Бой за титулы WBO Inter-Continental и EBA.                       |
| 16 | 27 апреля 2010   | Пабло Ньевас (24-7-1)          | Юбилейный, Санкт-Петербург, Россия                     | TKO1 (12) | Бой за титул IBF International.                                  |
| 15 | 19 декабря 2009  | Юрген Бремер (34-2-0)          | SCC, Шверин, Германия                                  | UD12 (12) | Бой за титул чемпиона мира WBO.                                  |
| 14 | 25 сентября 2009 | Хуан Нелонго (21-8-1)          | Atmosphere, Санкт-Петербург, Россия                    | TKO8 (12) | Бой за титул чемпиона Европы WBO.                                |
| 13 | 2 июля 2009      | Игорь Филонов (8-10-0)         | БК «Гладиатор», Санкт-Петербург, Россия                | KO1 (6)   |                                                                  |
| 12 | 13 февраля 2009  | Амилкар да Силва (дебют)       | Триумф, Люберцы, Россия                                | TKO2 (10) | Бой остановлен по требованию врача.                              |
| 11 | 18 сентября 2008 | Аиттей Оканья (2-2-0)          | Клуб «Монреаль», Москва, Россия                        | RTD6 (12) | Бой за вакантный титул WBL.                                      |
| 10 | 10 мая 2008      | Мбаруку Хери (7-3-0)           | Дворец спорта и зрелищ, Барнаул, Россия                | KO3 (12)  | Бой за вакантный титул TWBA.                                     |
| 9  | 23 января 2008   | Давид Гогия (18-3-0)           | Дворец спорта и зрелищ, Барнаул, Россия                | MD8 (8)   |                                                                  |
| 8  | 24 ноября 2007   | Константин Миханьков (13-15-0) | Дворец спорта и зрелищ, Барнаул, Россия                | UD12 (12) | Вторая защита титула WBC (CIS BB).                               |
| 7  | 31 мая 2007      | Юрий Царенко (27-16-2)         | ДИВС, Екатеринбург, Россия                             | TKO7 (10) | Первая защита титула WBC (CIS BB).                               |
| 6  | 24 марта 2007    | Василий Андриянов (7-11-0)     | Коллизей, Барнаул, Россия                              | UD10 (10) | Бой за звание чемпиона России.                                   |
| 5  | 2 декабря 2006   | Артём Вичкин (8-16-1)          | Ипподром, Нальчик, Россия                              | UD10 (10) | Бой за вакантный титул WBC (CIS BB).                             |
| 4  | 10 сентября 2006 | Руслан Семёнов (1-9-1)         | Спортивный дворец, Муром, Россия                       | RTD1 (6)  | Бой остановлен из-за травмы.                                     |
| 3  | 1 июня 2006      | Руслан Семёнов (1-7-1)         | Дворец спорта и зрелищ, Барнаул, Россия                | RTD4 (6)  |                                                                  |
| 2  | 9 апреля 2006    | Сейфудин Барахоев (1-0-0)      | Мегаполис, Челябинск, Россия                           | MD4 (4)   |                                                                  |
| 1  | 1 декабря 2005   | Андрей Симонов (2-2-0)         | Дворец спорта и зрелищ, Барнаул, Россия                | TKO1 (4)  |                                                                  |

## Семья
Женат, есть дочь.